# Старопинигерское сельское поселение
Старопиниге́рское се́льское поселе́ние — муниципальное образование в составе Вятскополянского района Кировской области России.
Центр — деревня Старый Пинигерь.

## История
Старопинигерское сельское поселение образовано 1 января 2006 года согласно Закону Кировской области от 07.12.2004 № 284-ЗО.
Около 355 лет тому назад места, где сейчас расположено Старопинигерское сельское поселение, были покрыты густыми лесами. По этим местам проходили дороги в Сибирь, на Урал. Продолжалась колонизация новых земель. Образовались населённые пункты по берегам Тойменки, Оштормы, Вятки. Население этих деревень раскорчёвывало лес и занимало определённый участок земли, расширяя посевные площади за счёт вновь освоенных земель. 276 лет назад между Тоймой и Кушаком, на берегу реки Ошторма поселилась семья крепостного крестьянина Пияра, который по национальности был марийцем. Его семья была не маленькая: несколько его сыновей уже имели жён и детей. Семейство Пияра и основало деревню Пияр, которую окружали леса, болота, луга. Пияр (ныне Старый Пинигерь) находился на месте теперешнего железнодорожного поста № 934 км. (от Москвы) недалеко от станции Вятские Поляны. Население деревни разрасталось, поднималось выше, вдоль притока Оштормы. Так жители деревни Пияр расположились на месте, где сейчас -Старопинигерское сельское поселение. Переселенцы выкорчёвывали лес и строили дома. Участок, очищенный от деревьев, назывался именем того, кто его почистил. Так, например, до настоящего времени полевые участки сохраняют имена первых хозяев: «Ак Морза», «Ларки», «Чипка» и другие. Постепенно название деревни из Пияр превратилось Пинигерь, а большей частью населения стали татары.
Наряду с земледелием крестьяне деревни Пинигерь занимались животноводством. Они разводили лошадей, овец, коз, коров, домашних птиц. Развитие животноводства в Пинигере тормозилось из-за отсутствия лугов и пастбищ. На старом месте жители деревни Пияр имели луговой участок, но после переселения он был передан деревне Качимир, Кукморского района комиссией землеустройства, высланной из Казани. Огородничество и садоводство не играло значительной роли в экономике деревни Пинигерь. Раньше у колхозников колхоза «Мичурин» на приусадебных участках было мало яблонь и других фруктовых деревьев, овощных культур, основное внимание уделялось картофелю. В то время поблизости были крупные населённые пункты — город Вятские Поляны, посёлок Кукмор и другие, где можно было продать сельскохозяйственные продукты.

## Население
| 2010  | 2012  | 2013  | 2014  | 2015  | 2016  | 2017  |
| ----- | ----- | ----- | ----- | ----- | ----- | ----- |
| 1249  | ↘1215 | ↘1181 | ↘1174 | ↘1163 | ↘1157 | ↘1142 |
| 2018  | 2019  | 2020  | 2021  |       |       |       |
| ↘1118 | ↘1105 | ↗1107 | ↗1140 |       |       |       |

## Состав
В состав поселения входят 2 населённых пункта (население, 2010):
- деревня Старый Пинигерь — 1162 чел.;
- посёлок Нурминка — 87 чел.